# Derya Kaptan

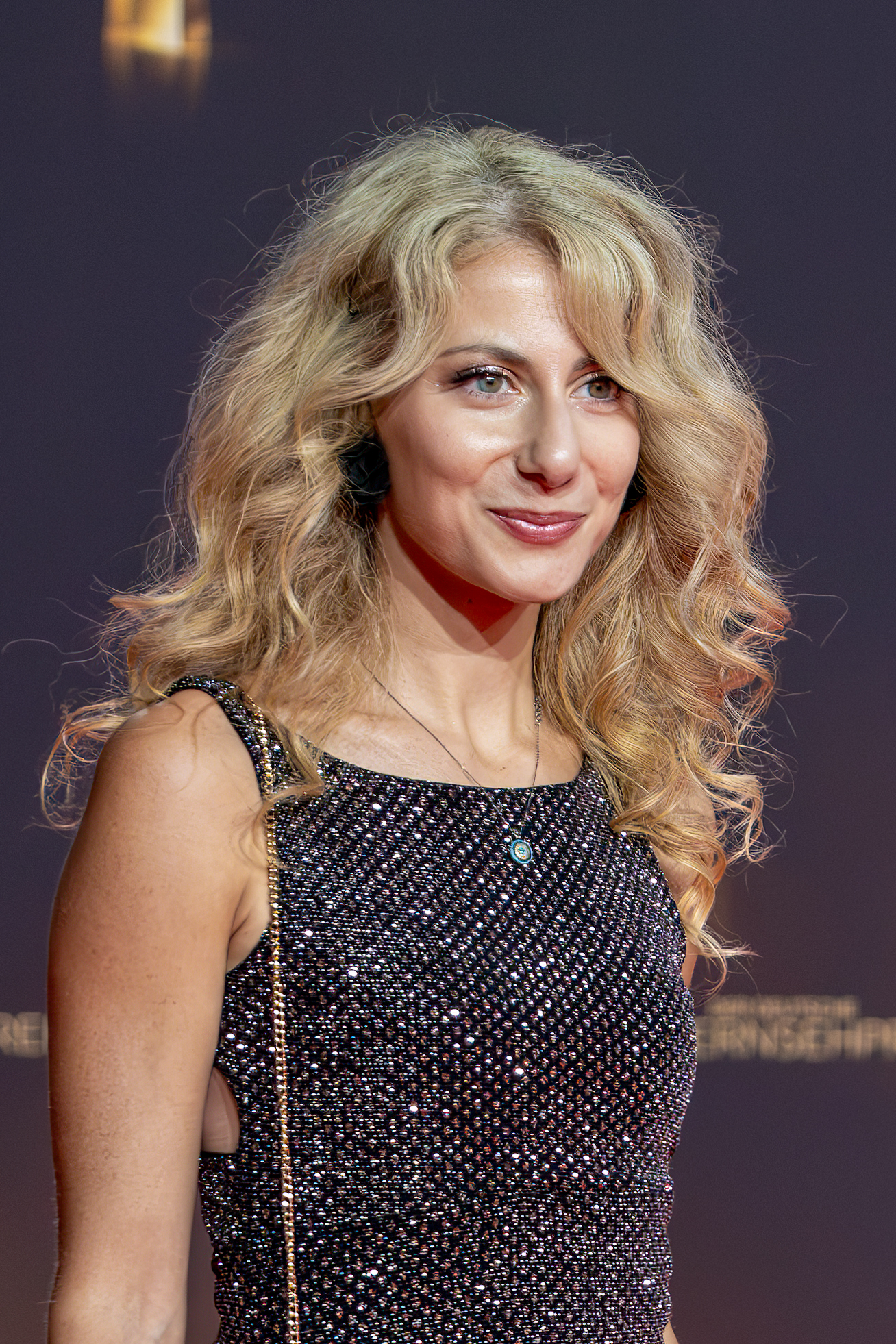
Derya Kaptan, 2024

Derya Kaptan (* 29. Juni 1986 in Gütersloh, Nordrhein-Westfalen) ist eine deutsche Sängerin, Schauspielerin und Tänzerin.

## Biografie
Derya Kaptan wurde 1986 als Tochter von Melek und Ömer Kaptan geboren. Ihre Schwester ist die Schauspielerin und Moderatorin Meltem Kaptan. Seit 2005 lebt sie in Köln, wo sie an der Deutschen Sporthochschule Köln Tanz- und Bewegungskultur studierte und 2012 als Diplom-Sportwissenschaftlerin abschloss. Im selben Jahr absolvierte sie ein Schauspiel- und Gesangsstudium am Performers House in Dänemark.
Seit 2012 unterrichtet sie als Lehrbeauftragte am Institut für Tanz- und Bewegungskultur der Deutschen Sporthochschule Köln. 2015 gründete sie das Künstlerkollektiv „CrossArts Cologne GbR“ und leitet mehrere Projekte in der kulturellen Bildung. Im Jahr 2015 vertrat sie Deutschland beim Turkvision Song Contest mit dem Lied „Sessiz Çığlık“ und gewann den Sonderjurypreis „Golden Voice Award“ für die beste Stimme des Wettbewerbs.
Kaptan hat in Schauspiel- und Musicalproduktionen in Europa und Japan mitgewirkt. Ihr Tanztheaterstück „StuHlgang – Der Weg nach oben“, das sie auch inszeniert hat, wurde 2011 in Tokio aufgeführt und gewann den Inszenierungspreis der Freunde und Förderer der Deutschen Sporthochschule Köln. Von 2011 bis 2014 absolvierte sie mit Eutropia (Costas Lamproulis) unter der künstlerischen Leitung von Lisette Reuter eine Europatournee. Sie spielte 2012 die Helena in der Musicalfassung von Ein Sommernachtstraum am Schauspielhaus Köln. Weitere Hauptrollen spielte sie im Musical „All Night Long“ und in Schillers Die Räuber am Theater Bühne der Kulturen in Köln. Sie war festes Ensemblemitglied des Musiktheaterstücks „Methode Baklava“, welches am Comedia Theater in Köln aufgeführt wurde und für den Jugendtheaterpreis Köln 2015 nominiert war. Als Sprecherin ist sie u. a. zu hören für die Hörspielproduktion Tonies und bei der WDR Hörspielproduktion Soundstories "Belle Starr".

## Auszeichnungen
- 2011: Inszenierungspreis der Freunde und Förderer der Deutschen Sporthochschule Köln für „StuHlgang – Der Weg nach oben“[1]
- 2015: Sonderjurypreis „Golden Voice Award“ beim Turkvision Song Contest für das anspruchsvollste Lied[9]

## Theater / Musiktheater (Auswahl)
- Body Mind Soul Show (2024/25) – Choreographin, Tänzerin, Sängerin[10]
- Beyond Beauty Tanztheater (2024) – Künstlerische Leitung & Choreographie[11]
- Kraftwerke Tanztheater (2023) – Künstlerische Leitung & Choreographie[12]
- Chewing The Fat (2022) – Hauptrolle als Melli[13]
- Methode Baklava Comedia Theater (2015) – Biographisches Theater, Schauspielerin[6]
- All Night Long (2015) – Hauptrolle als Diva Delia Lane[5]
- StuHlgang – Der Weg nach oben (2011) – Regie und Choreografie, Gewinner des Preises für Inszenierung und Bewegung

## Diskografie
- Enalkil – Mets ta Main sur ton coeur (2023)
- Enalkil – Paris-Athènes : Naître sur Saine (2023)
- Play On (EP, 2021)